# Glossadelphus prostratus
Glossadelphus prostratus là một loài Rêu trong họ Hypnaceae. Loài này được (Dozy & Molk.) M. Fleisch. mô tả khoa học đầu tiên năm 1923.